# Rosângela Mendes
Rosângela Mendes Alves (Matipó, 4 de março de 1955), mais conhecida simplesmente como Rosângela Mendes, é uma professora e política brasileira. Filiada ao Partido dos Trabalhadores (PT), foi vereadora (de 1998 a 2004) e primeira prefeita mulher do município de Coronel Fabriciano, tendo exercido o cargo do Poder Executivo entre 2013 e 2016.

## Origem e formação
Rosângela Mendes Alves nasceu em Caputira, na época distrito do município brasileiro de Matipó, no interior de Minas Gerais. Aos nove anos de idade se mudou para Coronel Fabriciano, onde estudou, casou-se em 1974 com seu esposo Erly, com quem teve três filhos, e trabalhou como professora. Quando jovem participou de grupos estudantis e encontros. Nos anos seguintes atuou como voluntária em projetos sociais e centros de recuperação de viciados em álcool e drogas.

## Vida pública e política

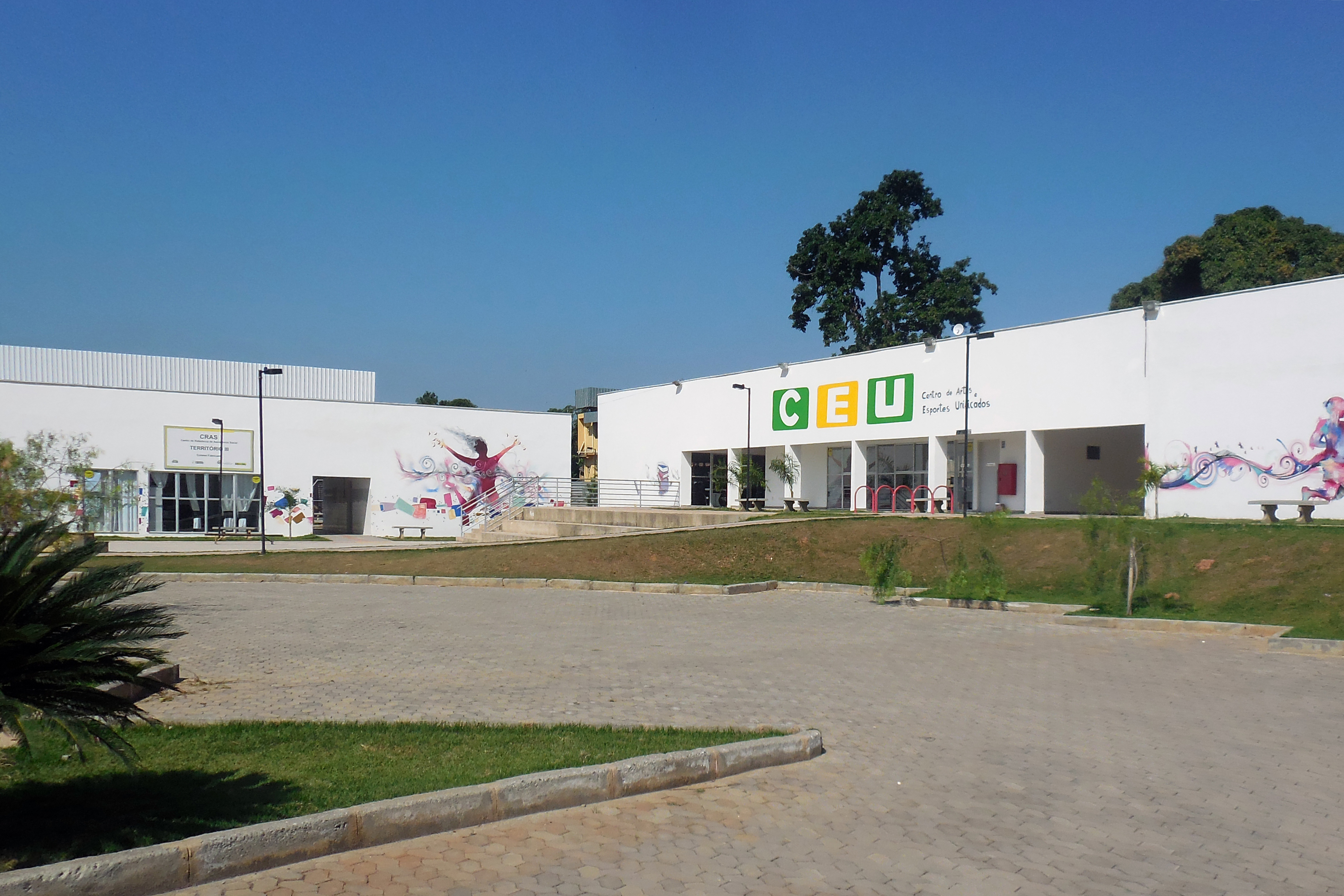
Centro de Artes e Esportes Unificados no bairro Melo Viana, inaugurado em 2015. Foto de 2016.

Rosângela integrou-se ao Partido dos Trabalhadores (PT) na década de 1980. Em 1997, foi indicada como Secretária de Educação, Cultura, Esportes e Lazer de Coronel Fabriciano na gestão de Chico Simões. Contraiu o cargo de vereadora em 1998, sendo reeleita nas eleições de 2000 com 839 votos para a legislatura 2001–2004. A política tentou se reeleger ao cargo Legislativo nas eleições municipais de 2004, tendo conseguido 666 votos, mas foi eleita apenas como suplente. Em janeiro de 2005, tomou posse como Secretária de Governo e Comunicação Social, sob novo mandato de Chico Simões.
Nas eleições municipais de 2012, Rosângela Mendes foi eleita prefeita de Coronel Fabriciano com 52,05% dos votos válidos, à frente do candidato José Célio de Alvarenga (PCdoB), que obteve 47,95% dos votos e ficou em segundo lugar. Com isso, a política exerceu a gestão 2013–2016 como sendo a primeira mulher a ocupar o cargo do Poder Executivo municipal, ao lado de Bruno Torres como vice-prefeito. Sua eleição também deu continuidade a mais quatro de um total de 12 anos consecutivos do Partido dos Trabalhadores à frente da prefeitura, sucedendo a Chico Simões, que foi eleito em 2004 e reeleito em 2008 e portanto exerceu a chefia do Executivo de 2005 a 2012. Nas eleições desse ano o PT conseguiu eleger prefeitos nos quatro municípios da Região Metropolitana do Vale do Aço, antigo reduto eleitoral do partido.
Enquanto era prefeita também foi presidente da Associação de Municípios pelo Desenvolvimento Integrado (AMDI), envolvendo algumas cidades do Vale do Aço e colar metropolitano. Tentou a reeleição nas eleições municipais de 2016, mas ficou na segunda colocação com 29,09% dos votos válidos. Dessa forma, foi sucedida por  Marcos Vinícius (PSDB), que venceu a votação com 46,63% dos votos. Na terceira colocação ficou José Célio (PCdoB), que disputava seu terceiro pleito consecutivo como candidato a prefeito em Coronel Fabriciano, obtendo 22,15% dos votos. A derrota do PT ocorreu nos quatro principais municípios da Região Metropolitana do Vale do Aço, que tinham prefeitos petistas tentando a reeleição. Posteriormente Rosângela exerceu função na Agência de Desenvolvimento da Região Metropolitana do Vale do Aço (ARMVA). Candidatou-se a vereadora em 2020, filiada ao PT, porém não foi eleita, com 956 votos.

### Prefeitura de Coronel Fabriciano
Durante a gestão da prefeita foi iniciada a construção da Avenida Maanaim, desafogando o trânsito do interior do perímetro urbano e reduzindo um trajeto de 8 km para 1,7 km. Entre 2014 e 2015 ocorreu a construção de um Centro de Artes e Esportes Unificados (CEUs) no bairro Melo Viana. Em março de 2015, sancionou o dia 3 de março como "Dia Municipal da Esposa do Pastor", projeto de lei de autoria da vereadora Andreia Botelho que causou polêmica e questionamentos quanto a sua necessidade. Sobre as críticas, a prefeita afirmou que a medida "não é inconstitucional" e a prefeitura alegou que houve análise da procuradoria-geral, que por sua vez "não detectou nenhum vício de formalidade". A gestão de Rosângela Mendes também investiu na passagem da tocha dos Jogos Olímpicos de 2016 em Coronel Fabriciano, o que ocorreu em 12 de maio daquele ano. Já em junho de 2016, poucos meses antes de tentar sua reeleição, anunciou um pacote de obras prevendo intervenções e pavimentação em diversas ruas da cidade, além de reformas em escolas municipais.
Em seu mandato, Rosângela Mendes prosseguiu com o chamado "Parque Linear", iniciado no governo de Chico Simões. Essa obra previu inicialmente intervenções em todo o leito urbano do ribeirão Caladão, que corta a cidade, abrangendo mais de 9 km. Houve obras em redes de drenagem como parte da "primeira etapa", ainda em 2011, enquanto que um trecho de 1 km do ribeirão recebeu contenção, espaços de lazer, pista de caminhada e a praça do Parque Linear em suas margens, como parte da "segunda etapa". Tal fase, correspondente à extensão da Avenida Julita Pires Bretas, foi executada entre abril de 2012 e junho de 2016. A finalização das obras foi a principal contestação em âmbito municipal dos protestos de junho de 2013, que reuniram 3 mil pessoas em uma manifestação que percorreu as principais ruas da cidade no dia 20 daquele mês. Além da delonga, as enchentes que continuaram a ocorrer e os custos elevados geraram repulsa. A morosidade na execução e desconfianças quanto à qualidade e gastos levaram à formação de uma CPI exclusiva para a construção em 2016. A prefeita negou irregularidades.